# Cadillac Celestiq
Cadillac Celestiq (/səˈlɛstɪk/ se-LESS-tick) — електромобіль, який буде випускатися компанією Cadillac підрозділом General Motors. 
Це буде флагманський седан, який замінив Cadillac CT6, продажі якого почалися в 2024 році.

## Опис
Однією з особливостей автомобіля є його розумний скляний дах, виготовлений компанією Research Frontiers. Інші відомі функції включають сенсорний екран довжиною приладової панелі, повний привід і чотириколісне керування. Cadillac заявив, що планує будувати Celestiq вручну.
Як і Cadillac Lyriq, електричний позашляховик, який йому передував, Celestiq використовує акумуляторну технологію Ultium і платформу BEV3 від GM.
Celestiq буде повнопривідним автомобілем з двома електричними тяговими двигунами, по одному для передньої та задньої осі, які забезпечуватимуть сумарну потужність 600 к.с. (450 кВт) і 870 Н⋅м крутного моменту, з орієнтовним прискоренням 0–60 миль/год (97 км/год) за 3,8 секунди. Двигуни живляться від високовольтної тягової батареї Ultium загальною ємністю 111 кВт*год. Батарея складається з окремих пакетних елементів, покладених горизонтально в стопки різної висоти; під ногами, наприклад, камери розташовані заввишки по шість, а під сидіннями — по дев’ять-дванадцять. Його можна заряджати на потужності до 200 кВт (DC).